# Gao Xing
Gao Xing (高兴T, Gao XingP; Ürümqi, 1974) è un astronomo amatoriale cinese.
| 546049 Zhujin          | 23 dicembre 2011  |
| 546756 Sunguoyou       | 9 dicembre 2010   |
| 546842 Ruanjiangao     | 21 dicembre 2011  |
| 546843 Xuzhijian       | 27 dicembre 2011  |
| 546844 Jinzhangwei     | 11 settembre 2016 |
| 546845 Wulumuqiyizhong | 21 dicembre 2011  |
| 546846 Sunpeiyuan      | 9 gennaio 2011    |
| 589944 Suhua           | 26 novembre 2010  |
| 616688 Gaowei          | 29 settembre 2016 |
| 616689 Yihangyiyang    | 1º novembre 2016  |
| 616690 Liaoxi          | 31 dicembre 2016  |
| 657932 Cuichenzhou     | 18 febbraio 2017  |
| 698609 Angli           | 8 marzo 2018      |
| 719987 Zhonghe         | 10 ottobre 2017   |
| 729034 Yinqiang        | 26 dicembre 2010  |

Il Minor Planet Center gli accredita le scoperte di undici asteroidi, effettuate tra il 2010 e il 2016, tutte in collaborazione con altri astronomi: Gao Wei, Jin Zhangwei, Ruan Jiangao, Sun Guoyou, Sun Peiyuan e Xu Zhijian.
Ha inoltre coscoperto la cometa non periodica C/2008 C1 Chen-Gao e la cometa periodica 325P/Yang-Gao.
Gli è stato dedicato l'asteroide 204710 Gaoxing ed ha ottenuto per tre volte il premio Edgar Wilson.